# Bauhinia leptantha
Bauhinia leptantha är en ärtväxtart som beskrevs av Gustaf Oskar Andersson Malme. Bauhinia leptantha ingår i släktet Bauhinia och familjen ärtväxter. Inga underarter finns listade i Catalogue of Life.